# Anders Andersson
Anders Andersson (Tomelilla, 15 maart 1974) is een voormalig Zweeds voetballer die zijn carrière in 2008 beëindigde bij de Zweedse eersteklasser Malmö FF. Eerder speelde hij onder andere voor Blackburn Rovers, Benfica en CF Belenenses.

## Clubcarrière
Andersson was tijdens zijn periode bij Benfica goed bevriend met Miklós Fehér, de Hongaarse voetballer die in 2004 stierf tijdens een voetbalmatch tegen Vitória Guimarães.

## Interlandcarrière
Andersson speelde in de periode 1999-2004 in totaal 26 wedstrijden (drie goals) voor de Zweedse nationale ploeg. Hij zat in de selectie die deelnam aan de eindrondes van het EK 2000 en het EK 2004. Andersson vertegenwoordigde zijn vaderland eveneens bij de Olympische Spelen van 1992 in Barcelona, waar de ploeg onder leiding van bondscoach Nisse Andersson in de kwartfinales uitgeschakeld werd door Australië (1-2).

## Erelijst
Aalborg BK
- Superligaen

1999